# Анбар Атын
Анба́р Аты́н Фарманку́л кызы́ — узбекская поэтесса, одна из ярких представительниц кокандской школы узбекской поэзии.
Родилась в 1870 году в Коканде — столице одноимённого ханства, в бедной семье сапожника. Ее отец, Фарманкул, был родом из Маргилана, и являлся племянником Увайси — известной узбекской поэтессы. Мать — Ашурбиби также была из семьи сапожников.
C семи лет начала ходить в специальную мусульманскую школу для девочек в своей махалле. Впоследствии сама стала преподавателем в такой школе, где получила статус атына. Стала увлекаться поэзией с ранних лет. Пыталась писать в стиле Увайси и Навои. В 1905 году закончила свой диван, где были 41 газель, 4 мухаммаса, по одной китъэ и мустахзада. В диване также была ее биография, написанная в поэтическом стиле. В основном писала в лирическом жанре. Стихи посвящала в основном любви и женским чувствам, но между тем, также в ее произведениях упоминаются общественно-политические и социальные проблемы тогдашнего общества. Также писала свои размышления о будущей эпохе. В основном писала на узбекском языке, но часть своих произведений также писала на персидском (таджикском) языке. Написала свыше ста произведений.
Была знакома со многими узбекскими поэтами и писателями, в том числе с Фуркатом, Завки и Мукими. По одним данным умерла в 1915 году, по другим, в 1906 году. Ее произведения активно публиковались в советское время, а личные рукописи поэтессы хранятся в фонде Института востоковедения АН Узбекистана.